# Derrick Jensen
Pour les articles homonymes, voir Jensen.
 (juin 2022).
Si vous disposez d'ouvrages ou d'articles de référence ou si vous connaissez des sites web de qualité traitant du thème abordé ici, merci de compléter l'article en donnant les références utiles à sa vérifiabilité et en les liant à la section « Notes et références ».
Derrick Jensen, né le 19 décembre 1960, est un écrivain philosophe et écologiste américain vivant en Californie.
Il a publié une vingtaine d'ouvrages dont plusieurs sont des best-sellers traduits notamment en français, tel Le Mythe de la suprématie humaine.    Il y traite de "la croyance quasi-universelle en une hiérarchie naturelle au sommet de laquelle trôneraient les êtres humains".
Il a enseigné l’écriture créative à la prison d'État de Pelican Bay et à l’université orientale de Washington.
Il est depuis 2001 membre du comité directeur de Deep Green Resistance.

## Prises de position
Derrick Jensen pense que placer l'humain au sommet d'une hiérarchie auto-proclamée et de prétendre qu'elle est la seule espèce intelligente est à l'origine de la disparition de la biodiversité et à l'accélération de changements climatiques.   L'espèce humaine, en ne voyant dans les autres espèces (faune et flore) qu'une "matière " à exploiter  détruit la nature en pratiquant la loi du plus fort sur son environnement. L'espèce humaine risque elle-même son auto-destruction.
Dans Endgame, il explore le pacifisme et la non-violence à travers l'Histoire pour finalement les rejeter comme étant inefficaces pour stopper la destruction. Il pense qu’une façon de vivre différente et harmonieuse est possible ; on peut le voir en étudiant les cultures américaines indigènes. Cette façon différente de vivre est caractérisée par l'honnêteté, le goût de la beauté au sein de la Nature.
Les thèmes récurrents dans l’œuvre de Jensen sont les similitudes des différents formes d'oppression dans la société industrielle, le rôle du mensonge dans le maintien d'une oppression systématique, la communication inter-espèces et la nécessité et l'urgence de transformer les esprits dans une société ultra matérialiste  et mortifère.

## Publications (sélection)

### En français
Le Mythe de la suprématie humaine  (Herblay, Ed. LIBRE, 2023, 408 p.) (ISBN 978 -2-490403-24-0)
- Pendant que la planète flambe, 50 gestes pour continuer à nier l'évidence, avec Stephanie McMillan, 2010, éd. La boîte à bulle
- Écologie en résistance : stratégies pour une terre en péril (Vol. 1), avec Vandana Shiva, Stephanie McMillan, Lierre Keith, Aric McBay, 2016, Éditions Libre
- Deep Green Resistance : un mouvement pour sauver la planète, avec Lierre Keith, Aric Mcbay, 2018, Éditions Libre  (ISBN 9782490403035)

### En anglais
- 1995 : Listening to the Land: Conversations about Nature, Culture, and Eros, éd. Sierra Club Books  (ISBN 0871564173) ; republié en 2004 par Chelsea Green  (ISBN 9781931498562)
- 1995 : Railroads and Clearcuts: Legacy of Congress's 1864 Northern Pacific Railroad Land Grant, Spokane: Inland Empire Public Lands Council, avec George Draffan et John Osborn[Lequel ?], éd. Keokee Company Publishing  (ISBN 1879628082)
- 2000 : A Language Older Than Words, éd. Context Books  (ISBN 1893956032) ; republié en 2004 par Chelsea Green  (ISBN 9781931498555)
- 2002 : The Culture of Make Believe, éd. New York: Context Books  (ISBN 1893956288) ; republié en 2004 par Chelsea Green  (ISBN 9781931498579)
- 2002 : Standup Tragedy (live double CD)
- 2003 : Strangely Like War: The Global Assault on Forests, avec George Draffan, éd. Chelsea Green  (ISBN 9781931498456)
- 2004 : Welcome to the Machine: Science, Surveillance, and the Culture of Control, avec George Draffan, éd. Chelsea Green  (ISBN 1931498520)
- 2004 : The Other Side of Darkness (live CD), éd. PM Press
- 2005 : Walking on Water: Reading, Writing, and Revolution, éd. Chelsea Green  (ISBN 9781931498784)
- 2006 : Endgame, Volume 1: The Problem of Civilization, éd. Seven Stories Press  (ISBN 158322730X)
- 2006 : Endgame, Volume 2: Resistance, éd. Seven Stories Press  (ISBN 1583227245)
- 2007 : As the world burns, 50 simple things you can do to stay in denial, avec Stephanie McMillan, éd. Seven Stories Press  (ISBN 1583227776)
- 2007 : Thought to Exist in the Wild: Awakening from the Nightmare of Zoos, avec Karen Tweedy-Holmes, éd. No Voice Unheard  (ISBN 9780972838719)
- 2008 : How Shall I Live My Life?: On Liberating the Earth from Civilization, éd. PM Press  (ISBN 9781604860030)
- 2008 : Now This War Has Two Sides (live CD), éd. PM Press
- 2009 : What We Leave Behind, avec Aric McBay, éd. Seven Stories Press  (ISBN 9781583228678)
- 2009 : Songs of the Dead, éd. PM Press  (ISBN 9781604860443)
- 2010 : Lives Less Valuable, éd. PM Press  (ISBN 9781604860450)
- 2010 : Resistance Against Empire, éd. PM Press  (ISBN 9781604860467)
- 2010 : Mischief in the Forest: A Yarn Yarn, avec Stephanie McMillan, éd. PM Press  (ISBN 9781604860818)
- 2011 : Dreams, éd. Seven Stories Press  (ISBN 9781583229309)
- 2011 : Deep Green Resistance, avec Lierre Keith et Aric McBay, éd. Seven Stories Press  (ISBN 9781583229293)
- 2011 : Truths Among Us: Conversations on Building a New Culture, éd. PM Press  (ISBN 9781604862997)
- 2012 : The Derrick Jensen Reader: Writings on Environmental Revolution, édité par Lierre Keith, éd. Seven Stories Press  (ISBN 9781609804046)
- 2012 : The Knitting Circle Rapist Annihilation Squad, avec Stephanie McMillan, éd. PM Press  (ISBN 9781604865967)
- 2012 : Earth at Risk: Building a Resistance Movement to Save the Planet, édité par Derrick Jensen et Lierre Keith, éd. PM Press  (ISBN 9781604866742)
- 2012 : Lierre Keith, Arundhati Roy, D.J. & al Earth at Risk (6 DVD set), éd. PM Press